# Paredes (Angola)
Paredes – miasto w Angoli, w prowincji Bengo.